# 유니티 (케이블 시스템)
유니티(Unity)는 2010년 4월에 완공된 일본과 미국 간의 태평양 횡단 해저 통신 케이블이다.
유니티는 최대 7.68Tbit/s의 "멀티 테라비트" 용량을 갖춘 10,000km 선형 케이블 시스템으로 구성된다. 케이블 건설은 2008년 2월에 바르티 에어텔, 글로벌 트랜짓(Global Transit), 구글, KDDI, 팩넷 및 싱텔로 구성된 컨소시엄이 자금을 지원했다. 유니티의 설치 비용은 약 3억 달러였으며 완공으로 태평양 횡단 케이블 용량이 약 20% 증가했다.

## 역사
2008년 2월 바르티 에어텔, 글로벌 트랜짓(Global Transit), 구글, KDDI, 팩넷 및 싱텔로 구성된 컨소시엄은 미국과 일본을 연결하는 고대역폭 해저 광섬유 케이블을 건설하는 계약을 3억 달러에 체결했다고 발표했다.
2008년 2월 23일 도쿄에서 유니티 컨소시엄이 NEC 코퍼레이션과 타이코 텔레커뮤니케이션스와 계약하여 시스템을 구축하고 설치하는 서명식이 열렸다. NEC와 타이코는 2008년 6월에 프로젝트 작업을 시작했다. 케이블은 2009년 11월에 일본에 도착했다. 케이블 테스트가 완료되었고 2010년 4월에 서비스 준비가 되었다.